# تندباد (فیلم)
تندباد (به آلمانی: Ostwind) یک فیلم ماجراجویی آلمانی به کارگردانی کاتیا فون گارنیه است که در سال ۲۰۱۳ منتشر شد.در این فیلم، بازیگرانی چون کورنلیا فوربس ایفای نقش کرده اند. 

## بازیگران
- کورنلیا فوربس
- تیلو پروکنر
- یورگن فوگل
- دتلف بوک
- ندا رحمانیان